# Tầng Bathon
| Hệ/ Kỷ                               | Thống/ Thế   | Tầng/ Kỳ   | Niên đại (Ma) | Niên đại (Ma) |
| ------------------------------------ | ------------ | ---------- | ------------- | ------------- |
| Phấn Trắng                           | Hạ/Sớm       | Berrias    | trẻ/muộn hơn  | trẻ/muộn hơn  |
| Jura                                 | Thượng /Muộn | Tithon     | ~145.0        | 152.1         |
| Jura                                 | Thượng /Muộn | Kimmeridge | 152.1         | 157.3         |
| Jura                                 | Thượng /Muộn | Oxford     | 157.3         | 163.5         |
| Jura                                 | Trung/Giữa   | Callove    | 163.5         | 166.1         |
| Jura                                 | Trung/Giữa   | Bathon     | 166.1         | 168.3         |
| Jura                                 | Trung/Giữa   | Bajocy     | 168.3         | 170.3         |
| Jura                                 | Trung/Giữa   | Aalen      | 170.3         | 174.1         |
| Jura                                 | Hạ/Sớm       | Toarc      | 174.1         | 182.7         |
| Jura                                 | Hạ/Sớm       | Pliensbach | 182.7         | 190.8         |
| Jura                                 | Hạ/Sớm       | Sinemur    | 190.8         | 199.3         |
| Jura                                 | Hạ/Sớm       | Hettange   | 199.3         | 201.3         |
| Trias                                | Thượng /Muộn | Rhaetia    | cổ/sớm hơn    | cổ/sớm hơn    |
| Phân chia Kỷ Jura theo ICS năm 2020. |              |            |               |               |

Tầng Bathon trong niên đại địa chất là kỳ giữa của thế Jura giữa, và trong thời địa tầng học thì nó là bậc giữa của thống Jura giữa. Kỳ Bathon tồn tại từ ~ 168.3 Ma đến 166.1 Ma (Ma: Megaannum, triệu năm trước).
Kỳ Bathon kế tục kỳ Bajocy, và tiếp sau là kỳ Callove, đều của cùng thế Jura giữa.

## Địa tầng
Trong đại dương Tethys, tầng Bathon chứa tám đới sinh vật ammonit:
- Đới có Clydoniceras discus
- Đới có Hecticoceras retrocostatum
- Đới có Cadomites bremeri
- Đới có Morrisiceras morrisi
- Đới có Tulites subcontractus
- Đới có Procerites progracilis
- Đới có Procerites aurigerus
- Đới có Zigzagiceras zigzag

## Cổ sinh

### Lưỡng cư
| Đơn vị phân loại                          | Hiện diện | Vị trí                                  | Mô tả | Hình ảnh |
| ----------------------------------------- | --------- | --------------------------------------- | --- | -------- |
| - Notobatrachus - Notobatrachus degiustoi |           | Hệ tầng La Matilde, Patagonia Argentina | Một chi ếch archaeobatrachia đã tuyệt chủng và là thành viên của họ Ascaphidae còn tồn tại. Một trong những loài ếch thực sự lâu đời nhất được phát hiện. |          |

### †Ankylosaurs
| Đơn vị phân loại                                | Hiện diện | Vị trí | Mô tả                                                                                         | Hình ảnh |
| ----------------------------------------------- | --------- | ------ | --------------------------------------------------------------------------------------------- | -------- |
| - Tianchisaurus - Tianchisaurus nedegoapeferima |           |        | Một con ankylosaur của Trung Quốc thiếu một chiếc gậy ở cuối đuôi. nó có thể là một nodosaur. |          |

### †Khủng long chân chim
| Đơn vị phân loại                          | Hiện diện          | Vị trí                                        | Mô tả | Hình ảnh |
| ----------------------------------------- | ------------------ | --------------------------------------------- | --- | -------- |
| - Agilisaurus - Agilisaurus louderbacki   |                    |                                               | Động vật ăn cỏ hai chân 5 foot-long (1,5 m) được tạo ra để có tốc độ. Nó được phát hiện ở một trong nhiều mỏ Callovian của Trung Quốc.                                                                           |          |
| - Hexinlusaurus - Hexinlusaurus multidens | Bathon đến Callove | Hệ tầng Lower Shaximiao, Tứ Xuyên, Trung Quốc | Một loài khủng long ornithischian nhỏ được phân biệt với tất cả các ornithischian cơ bản khác bằng một cơ chế tự động duy nhất, sự hiện diện của một lực hấp dẫn rõ rệt kéo dài trên bề mặt bên của quỹ đạo sau. |          |
| - Xiaosaurus - Xiaosaurus dashanpensis    |                    |                                               | Một loài ornithschian kém nổi tiếng của Trung Quốc có thể liên quan đến Hypsilophodon và Lesothosaurus. Nó nhỏ và ăn chay.                                                                                       |          |
| - Yandusaurus - Yandusaurus hongheensis   |                    | Hệ tầng Dashanpu, Sichuan, Trung Quốc         | Một 5 foot-long (1,5 m) Động vật ăn cỏ của Trung Quốc trong họ hypsilophodontidae. |          |

### †Sauropods
| Đơn vị phân loại                    | Hiện diện     | Vị trí                                       | Mô tả | Hình ảnh |
| ----------------------------------- | ------------- | -------------------------------------------- | --- | -------- |
| - Abrosaurus                        |               |                                              | Abrosaurus là một con nhỏ (30 foot (9,1 m) chiều dài trưởng thành) sauropod đến từ Trung Quốc với một hộp sọ khác thường. |          |
| - Atlasaurus                        |               |                                              | Một sauropod được đặt theo tên của những ngọn núi nơi nhân vật thần thoại nắm giữ thế giới trên vai của mình, nó có chiều dài 15 mét (50 ft) và sống ở Maroc.                                                                     |          |
| "Bothriospondylus" madagascariensis |               |                                              | |          |
| - Cetiosaurus                       |               | Hệ tầng Taynton Limestone, Anh Quốc          | Cetiosaurus là một loài sauropod lớn từ trung bình đến thấp từ Anh đạt chiều dài tới 16 mét (50 feet), nó có thể là loài khủng long lớn nhất vào thời đó. nó cũng bị săn đuổi bởi Megalosaurus.                                   |          |
| - Jobaria                           | Bathon-Oxford | Hệ tầng Tiouraren, Niger                     | Jobaria là một trong những loài sauropod lớn nhất của kỳ Bathon, dài tới 18 mét (60 feet), loài sauropod này được phát hiện ở khu vực ngày nay là Niger. Nó cũng được cho là đã sống từ kỳ Hauterive đến kỳ Barrême của Creta sớm |          |
| - Lapparentosaurus                  |               |                                              | |          |
| - Marmarospondylus                  |               | Hệ tầng Forest Marble, Wiltshire, Anh Quốc   | Một sauropod đáng ngờ, có thể là một macronarian |          |
| - Shunosaurus                       |               | Hệ tầng Lower Shaximiao, Sichuan, Trung Quốc | Một loài sauropod dài 10 mét, cổ ngắn với hộp sọ ngắn sâu, với những chiếc răng hình dải khá khỏe. Đuôi của nó kết thúc bằng một chiếc gậy, có lẽ được sử dụng để chống lại những kẻ săn mồi.                                     |          |
| - Zigongosaurus                     |               | Hệ tầng Shaximiao, Sichuan, Trung Quốc       | |          |

### †Stegosauria
| Đơn vị phân loại | Hiện diện          | Vị trí                                       | Mô tả | Hình ảnh |
| ---------------- | ------------------ | -------------------------------------------- | --- | -------- |
| - Huayangosaurus | Bathon đến Callove | Hệ tầng Lower Shaximiao, Sichuan, Trung Quốc | Một loài động vật ăn cỏ cao 4,5 mét với hộp sọ nhỏ và chiếc đuôi có gai. Mang dãy đĩa kép đặc biệt, mọc thẳng đứng dọc theo lưng cong của nó, của tất cả các loài stegosaurian và hai cặp gai dài kéo dài theo chiều ngang gần cuối đuôi của nó |          |

### †Plesiosaurians
| Đơn vị phân loại | Hiện diện     | Vị trí      | Mô tả                                            | Hình ảnh |
| ---------------- | ------------- | ----------- | ------------------------------------------------ | -------- |
| - Simolestes     | Bajocy-Tithon | Oxfordshire | Một con pliosaur dài 6 mét sống đến cuối kỷ Jura |          |

### †Thalattosuchians
| Đơn vị phân loại      | Hiện diện       | Vị trí                                                                                | Mô tả                         | Hình ảnh |
| --------------------- | --------------- | ------------------------------------------------------------------------------------- | ----------------------------- | -------- |
| - Andrianavoay        | Bathon          | Madagascar                                                                            | A machimosaurid teleosauroid. |          |
| - Clovesuurdameredeor | Bathon          | Anh Quốc                                                                              | A machimosaurid teleosauroid. |          |
| - Deslongchampsina    | Bathon          | Hệ tầng Cornbrash của Anh Quốc, và Pháp                                               | A machimosaurid teleosauroid. |          |
| - Eoneustes           | Bajocy-Bathon   | Pháp                                                                                  | Một metriorhynchoid cơ bản.   |          |
| - Neptunidraco        | Bathon sớm nhất | Italy                                                                                 | A geosaurine metriorhynchid.  |          |
| - Seldsienean         | Bathon          | Hệ tầng Cornbrash và Hệ tầng Forest Marble của Anh Quốc, và Calcaire de Caen của Pháp | A machimosaurid teleosauroid. |          |
| - Teleidosaurus       | Bathon          | Pháp                                                                                  | Một metriorhynchoid cơ bản.   |          |
| - Teleosaurus         | Bathon          | Pháp                                                                                  | A teleosaurid teleosauroid.   |          |
| - Yvridiosuchus       | Bathon          | Hệ tầng Cornbrash của Anh Quốc, và Pháp                                               | A machimosaurid teleosauroid. |          |

### Theropods
| Đơn vị phân loại               | Hiện diện          | Vị trí                                                    | Mô tả | Hình ảnh |
| ------------------------------ | ------------------ | --------------------------------------------------------- | --- | -------- |
| - Afrovenator                  | Bathon-Oxford      | Hệ tầng Tiouraren, Niger                                  | Afrovenator là một megalosaurid và là loài khủng long ăn thịt lớn nhất của loài Bathonian, dài tới 8,5 mét (28 feet), loài động vật chân đốt này được phát hiện ở khu vực ngày nay là Niger. Nó cũng được cho là đã sống từ Hauterivian đến Barremian của Kỷ Phấn trắng sớm |          |
| - Cruxicheiros                 | Bathon dưới        | Hệ tầng Chipping Norton Limestone, Anh Quốc               | Một tetanuran cơ bản chỉ được biết đến từ một số ít còn lại. |          |
| - Dubreuillosaurus             |                    | Hệ tầng Calcaire de Caen, Pháp                            | Một con megalosaurid theropod từ Pháp. |          |
| - Gasosaurus                   | Bathon đến Callove | Hệ tầng Lower Shaximiao, Sichuan, Trung Quốc              | Một động vật ăn thịt dài 11–13 chân từ Trung Quốc mà phát hiện được hỗ trợ bởi ngành công nghiệp [dầu khí]. Nó có thể là loài coelurosaurian cơ bản nhất được biết đến, một loài khủng long hoặc thậm chí có thể gần với tổ tiên chung của hai nhóm.                        |          |
| - Iliosuchus                   |                    | Stonesfield Slate, Oxfordshire                            | Một 6 foot-long (1,8 m) tetanuran châu Âu của các mối quan hệ không chắc chắn. Có thể là một megalosaurid nhỏ hoặc tyrannosauroid được biết đến sớm nhất. |          |
| - Kileskus                     |                    | Hệ tầng Itat, Sharypovsky District, Krasnoyarsk Krai, Nga | Một trong những loài khủng long bạo chúa sớm nhất. Tương tự nhưng có phần lớn hơn so với Proceratosaurus cùng thời và có quan hệ họ hàng gần. |          |
| - Megalosaurus                 | Bathon dưới / giữa | Hệ tầng Taynton Limestone, Anh Quốc                       | Loài khủng long đầu tiên được mô tả khoa học chính thức, Megalosaurus là loài ăn thịt Megalosaurus ở Kỷ Jura Anh Quốc. |          |
| - Poekilopleuron               |                    | Hệ tầng Calcaire de Caen                                  | Một carnosauria theropod từ Pháp. |          |
| - Proceratosaurus              | Bathon             | Hệ tầng Forest Marble                                     | Proceratosaurus là tyrannosauroid xác định sớm nhất từng được phát hiện. Nó dài khoảng 3 mét. |          |
| - Spinostropheus               | Bathon-Oxford      | Hệ tầng Tiouraren, Niger                                  | Một ceratosaurian lớn cùng tồn tại với Afrovenator. |          |
| - Yangchuanosaurus zigongensis |                    | Hệ tầng Lower Shaximiao                                   | Một Trung Quốc theropod dài 26 foot. Yangchuanosaurus 'các mẫu vật trong khoảng thời gian này trước đây được xếp vào một chi riêng biệt sau này, Szechuanosaurus. |          |

### †Phân lớp Cúc đá
| Đơn vị phân loại  | Hiện diện   | Vị trí | Mô tả | Hình ảnh |
| ----------------- | ----------- | ------ | ----- | -------- |
| - Asphinctites    | Đã xác nhận |        |       |          |
| - Cadomites       |             |        |       |          |
| - Cranocephalites | Đã xác nhận |        |       |          |
| - Epistrenoceras  | Đã xác nhận |        |       |          |
| - Garantiana      | Đã xác nhận |        |       |          |
| - Lissoceras      | Đã xác nhận |        |       |          |
| - Nannolytoceras  | Đã xác nhận |        |       |          |
| - Oecoptychius    |             |        |       |          |
| - Oecotraustes    | Đã xác nhận |        |       |          |
| - Okribites       | Đã xác nhận |        |       |          |
| - Oxycerites      |             |        |       |          |
| - Parkinsonia     | Đã xác nhận |        |       |          |
| - Procerites      | Đã xác nhận |        |       |          |
| - Siemiradzkia    | Đã xác nhận |        |       |          |
| - Somalinautilus  |             |        |       |          |

### †Belemnites
| Đơn vị phân loại | Hiện diện | Vị trí | Mô tả | Hình ảnh |
| ---------------- | --------- | ------ | ----- | -------- |
| - Produvalia     |           |        |       |          |